# سیارک ۱۲۶۵۸
سیارک ۱۲۶۵۸ (به انگلیسی: 12658 Peiraios، نامگذاری:1973SL) دوازده هزار و ششصد و پنجاه و هشتمین سیارک کشف شده‌است که در ۱۹ سپتامبر ۱۹۷۳ کشف شد.
قدر مطلق سیارک برابر ۱۱٫۱۰ است.